# 東照寺 (八王子市)
東照寺（とうしょうじ）は、東京都八王子市長房町（下長房村）にある曹洞宗の寺院。

## 歴史
1504年（永正元年）、陽室慧暾によって開山された。1882年（明治15年）の火災により、古文書を失ってしまったため、詳細な歴史は不明になっている。
明治の火災後、檀家有志が細々と維持していたが、武蔵陵墓地の用地として境内が買収されたため、1928年（昭和3年）に現在地に移転した。
当寺境内には、1945年（昭和20年）の八王子空襲で亡くなった東京陸軍幼年学校生徒10人の菩提を弔う「東幼平和観音」が置かれている。
現在、当寺は八王子三十三観音霊場の第14番札所となっているが、かつては武蔵国多摩郡横川村（現・八王子市横川町）にあった「横川山（利主山）洞生寺」が第14番札所であった。この洞生寺は涼水山不動院西蓮寺末であったが、明治初年に廃仏毀釈によって廃寺となり、似た発音だった当寺に札所は移された。

## 交通アクセス
- 高尾駅より徒歩19分。